# Yaara Sharabi
Yaara Sharabi (hebreiska: יערה שרעבי), född 25 augusti 2009, är en israelisk konstsimmare.

## Karriär
Vid konstsim-EM 2025 i Funchal var Sharabi en del av Israels lag som tog brons i det fria lagprogrammet.